# Aréthuse (1757)
Pour les articles homonymes, voir Aréthuse et HMS Arethusa.
L’Aréthuse est une frégate de la Marine royale française, lancée en 1757 pendant la guerre de Sept Ans. Capturée par la Royal Navy elle est renommée HMS Arethusa et intégrée dans la flotte britannique comme frégate de 5e rang.

## Construction et service pour la France
L’Aréthuse est construite dans les chantiers navals du Havre, et destinée à la guerre de course sous le nom de La Pèlerine. Peu de temps après son lancement, elle est rachetée par le roi, et intégrée dans sa marine sous le nom d’Aréthuse le 21 janvier 1758. Il s'agit alors du premier bâtiment à porter le nom de cette nymphe aquatique, dans la Marine française.
En juin, sous les ordres du capitaine Jean Vauquelin, elle parvient à briser le blocus britannique de Louisbourg et participe à la défense de cet établissement français situé sur l'île Royal au large des côtes de Nouvelle-Écosse. Lors de son retour en France, elle parvient une nouvelle fois à forcer le blocus britannique.

## Capture et intégration dans laRoyal Navy
Le 18 mai 1759, alors qu'elle faisait le chemin de Rochefort vers Brest, sous le commandement du marquis de Vaudreuil, elle est interceptée près de la baie d'Audierne par trois bâtiments de la Royal Navy, les HMS Thames, HMS Venus et HMS Chatham. L’Aréthuse tente de s'échapper mais, après deux heures de combat, elle perd son mât de hune et est rattrapée par ses poursuivants. Le Thames et le Venus engagent le combat et déversent sur elle un feu soutenu, causant 60 victimes à son bord avant qu'elle n'amène son pavillon.
Elle est intégrée dans la flotte de la Royal Navy et sert, pour le restant du conflit, dans les eaux anglaises, où elle capture plusieurs cotres corsaires français.
En 1777, un Écossais, du nom de James Hill connu sous le nom de « John the Painter »  est pendu à son mât d'artimon pour avoir mis le feu à Rope House au Portsmouth Royal Dockyard le 7 décembre 1776, afin de manifester son soutien à la cause de l'indépendance américaine. Le mât est démonté et érigé à l'entrée du chantier naval afin que le plus de personnes possible puissent assister à l'exécution.
Le 17 juin 1778, L'Aréthuse livre un célèbre combat contre la frégate française la Belle Poule (26). La Belle-Poule est alors en mission de reconnaissance dans la Manche, accompagnée de la frégate La Licorne, de la corvette L'Hirondelle et du lougre Le Coureur, lorsqu'elle rencontre une escadre britannique de vingt voiles, au sein de laquelle se trouve le HMS Arethusa.

### Combat contreLa Belle Poule
Bon marcheur, l’Arethusa est le premier à rejoindre la petite division française. Après un violent combat contre La Belle-Poule, au cours duquel le commandant en second français et 30 hommes d'équipage sont tués, les deux frégates se séparent. L’Arethusa, gravement endommagée elle aussi est contraint au repli, permettant à La Belle Poule et à La Licorne de s'échapper, alors que la corvette et le cotre sont capturés.
Cette bataille est la première entre les forces françaises et britanniques pendant la guerre d'indépendance des États-Unis, son retentissement à Versailles et à Paris est extraordinaire et ce combat est célébré comme une victoire éclatante, il inspirera la mode, et les femmes de la haute-société porteront un temps une coiffure en forme de bateau dite à la Belle Poule.
En Grande-Bretagne, le combat est également considéré comme une victoire et il donne lieu à un chant de marins, The Saucy Arethusa (Roud # 12675).

### Combat contrel'Aigretteet naufrage
Le 18 mars 1779, sous les ordres du capitaine Charles Holmes Everitt, l’Arethusa combat contre la frégate française L'Aigrette, commandée par le lieutenant de vaisseau Louis de La Couldre de La Bretonnière. Après une canonnade de deux heures, ayant essuyé des dégâts considérables, elle tente de prendre le large. Mais soit qu'elle fut devenue impossible à manœuvrer, soit que son pilote ait fait preuve d'une confiance excessive, l’Arethusa s'échoua le lendemain sur l'ile de Molène et s'y brisa.
La célébrité de l’Arethusa conduira les autorités de la Royal Navy, pendant les deux siècles qui suivent, à baptiser sept navires du nom de HMS Arethusa et deux classes de croiseurs.

## Sources et bibliographie
- Le Capitaine de Vaisseau de La Bretonniere, par Pierre Appell, 1930